# Paul Xuereb

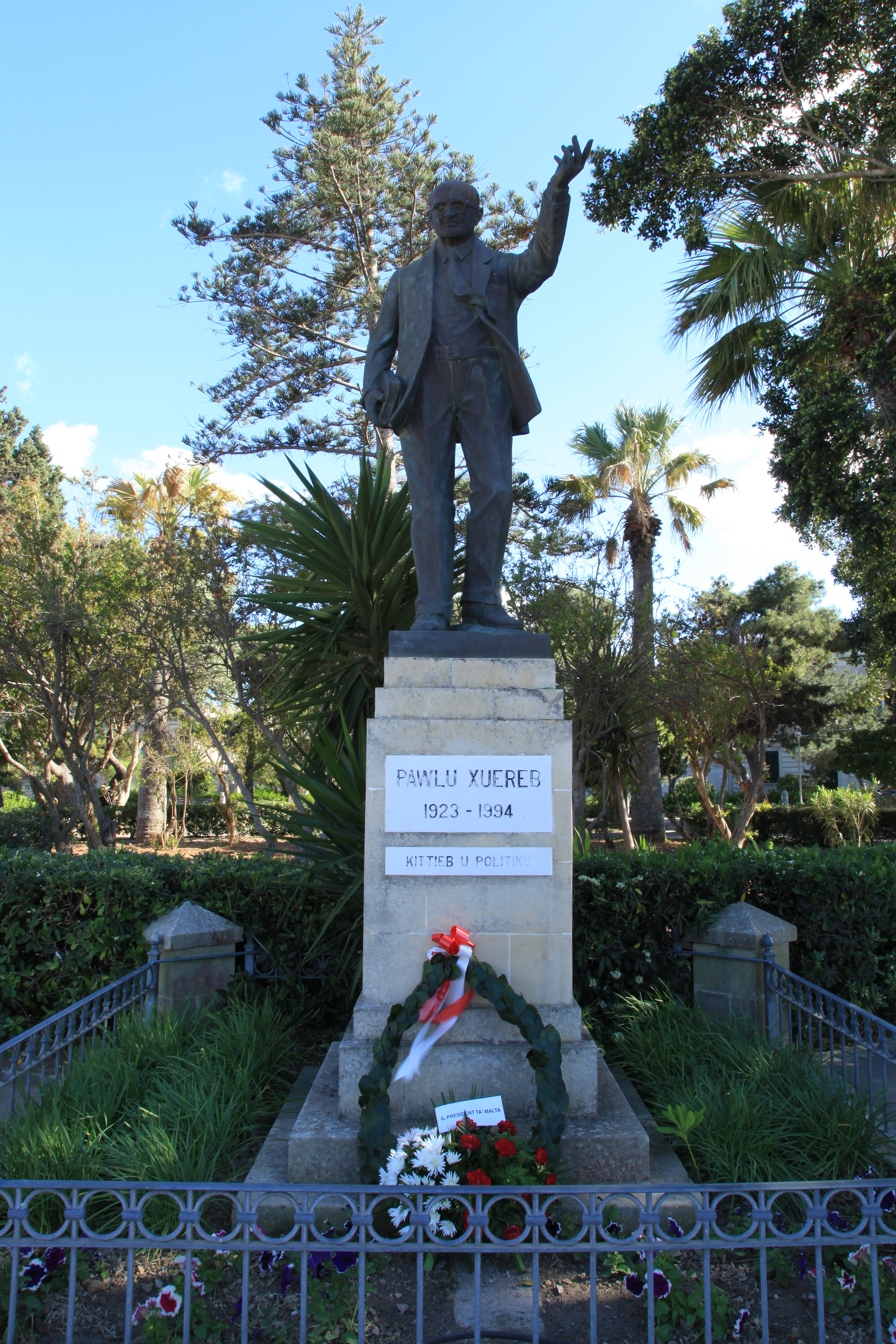
Memorial a Paul Xuereb

Pawlu "Paul" Xuereb (21 de juliol de 1923 - 6 de setembre de 1994) va ser president interí de Malta entre el 16 de febrer de 1987 i el 4 d'abril de 1989.
Va estudiar periodisme, economia política i ciències polítiques a la Universitat de Westminster. Després d'acabar els estudis va tornar a Malta el 1950 i es va dedicar a activitats comercials. El 1958 va entrar al Departament d'Educació. El 1959 es va convertir en editor literari de Freedom Press i editor assistent en "The Voice of Malta", òrgan del Partit Laborista, fins a 1964 en què va ser nomenat director general de l'editorial del partit. Va entrar en política el 1962, any en què va ser elegit membre del parlament en les eleccions generals. Va mantenir l'escó a les eleccions de 1966, 1971, 1976 i 1981.
Xuereb va ser nomenat president interí de Malta pel primer ministre Karmenu Mifsud Bonnici després de l'expiració del mandat d'Agatha Barbara el 16 de febrer de 1987 i es va mantenir en el càrrec fins a l'elecció de Ċensu Tabone el 1989.
Una estàtua en el seu honor dissenyada per l'escultor Anton Agius s'aixeca a Howards' Gardens, a l'exterior de la muralles de Mdina.